# Lastro fisiológico
Lastro fisiológico estaria ligado com a chamada memória muscular, que segundo Fleck e Kraemer (1999), Staron et al (1991), é o termo corriqueiramente utilizado para designar a capacidade que um indivíduo treinado tem em recuperar sua capacidade em realizar qualidades físicas quando retoma o treinamento após algum tempo inativo.